# Motiu DSCH
El motiu DSCH és un motiu musical utilitzat pel compositor rus Dmitri Xostakóvitx en diverses obres seves per fer referència a ell mateix. És un criptograma musical, a la manera del cèlebre motiu BACH, on les notes es corresponen amb lletres.

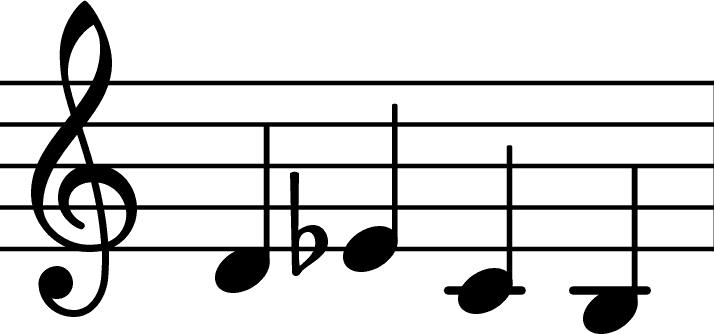
Les quatre notes del motiu DSCH.

El motiu DSCH consta de les notes re, mi bemoll, do, si, que en la notació musical alemanya s'escriuen D, Es, C, H. La pronúncia de la segona, Es, coincideix amb el nom de la lletra S, d'on resulta que les notes codifiquen les lletres DSCH. Aquestes lletres coincideixen amb les inicials (Д. Ш.) del nom i cognom del compositor (Дмитрий Шостакович) en la seva transliteració alemanya, Dmitri Schostakowitsch.

## Ús en composicions musicals

### Per Xostakóvitx
El motiu DSCH es troba en molts dels seus treballs, incloent-hi:
- Simfonia núm. 10
- Quartet de corda núm. 8
- Concert per a violí núm. 1
- Concert per a violoncel núm. 1
- Simfonia núm. 15
- Sonata per a piano núm. 2

### Per altres
Molts homenatges a Xostakóvitx fan un ús extens del motiu. Citem entre ells:
- El compositor rus Alfred Schnittke en el Preludi en memòria de Dmitri Xostakóvitx.
- El compositor georgià Sulkhan Tsintsadze en el 9è quartet de corda.
- El compositor britànic Ronald Stevenson en un Passacaglia on DSCH.
- El compositor rus Iedisson Deníssov dedicà diversos dels seus treballs a Xostakóvitx.
- El compositor anglès Benjamin Britten dins la seva cantata Rejoice in the Lamb usa el motiu DSCH nombroses vegades, cada cop més fort. També apareix en la seva òpera The Rape of Lucretia.
- El compositor italià contemporani Lorenzo Ferrero en fa ús dins Desch, una composició escrita el 2006 per a commemorar el 100è aniversari del naixement de Xostakóvitx, i en la Bagatella su Beethoven, on barreja temes de Beethoven amb el motiu DSCH.

## Altres usos
DSCH Journal, revista d'estudis de Xostakóvitx, pren el seu nom del motiu, i "DSCH" s'hi utilitza sovint com a abreviatura del nom del compositor.
DSCH Publishers és el nom de l'editorial de Moscou que l'any 2005 publicà els 150 toms dels New Collected Works of Dmitri Shostakovich.